# Anacroneuria fittkaui
Anacroneuria fittkaui är en bäcksländeart som beskrevs av Froehlich 2003. Anacroneuria fittkaui ingår i släktet Anacroneuria och familjen jättebäcksländor. Inga underarter finns listade i Catalogue of Life.